# Helena Zaworska
Helena Zaworska (ur. 12 stycznia 1930 w Gucinie, zm. 29 sierpnia 2014 w Warszawie) – polska historyk literatury, krytyk literacki.

## Życiorys
Debiutowała w 1951 (tygodnik „Wieś”), a w 1952 zatrudniła się w Instytucie Badań Literackich PAN. W latach 1963-1964 była we Francji na stypendium. Pierwszą publikację krytyczną opublikowała w 1955 (Państwowy Instytut Wydawniczy). Dotyczyła dzieł Igora Nawerlego. Po zakończeniu pracy w Instytucie Badań Literackich rozwinęła współpracę z czasopismami kulturalnymi. Prowadziła dział krytyki w czasopiśmie „Twórczość”. Cykle recenzji publikowała też w innych czasopismach, np. w „Odrze” („Dojść do słowa”). Trzy książki poświęciła księdzu Janowi Twardowskiemu, który był jej przyjacielem. Od 1968 należała do Związku Literatów Polskich.
Artykuły pisała klasyczną polszczyzną, w sposób jasny i klarowny, zrozumiały dla większości czytelników. Była twórcą rzetelnym, przekonująco wykładającym swój punkt widzenia. Zajmowała się głównie najważniejszymi zjawiskami literatury współczesnej, miarą nowości dzieła, a także obliczem moralnym twórcy. Preferowała zjawiska awangardowe i ukazywała je na tle literatury europejskiej.
Pochowana została na cmentarzu parafialnym w Jabłonnie.

## Dzieła
Najważniejsze publikacje:
- O twórczości Igora Neverlego (1955)[1],
- „Medaliony” Zofii Nałkowskiej (1961),
- O nową sztukę. Polskie programy artystyczne 1917-1922 (1963),
- „Granica” Zofii Nałkowskiej (1965)[1],
- Spotkania (1973),
- Antologia polskiego futuryzmu i nowej sztuki (1978),
- Sztuka podróżowania. Poetyckie mity w twórczości Jarosława Iwaszkiewicza, Juliana Przybosia i Tadeusza Różewicza (1980),
- Rozmowy z Marią Kuncewiczową (1983),
- Nam idzie o życie. Dzienne rodaków rozmowy (1991),
- Szczerość aż do bólu. O dziennikach i listach (1998),
- Jestem bo jesteś (1999),
- Dobrze, że żyłem. Rozmowy z pisarzami (2002)[3].